# Grand Canal Shoppes
Grand Canal Shoppes – luksusowe centrum handlowe o powierzchni 46.000 m², położone przy bulwarze Las Vegas Strip in Paradise, w stanie Nevada. Wchodzi w skład kompleksu The Venetian Hotel & Casino.
Centrum otwarte zostało w 1999 roku, a wewnątrz znajdują się sztuczne kanały, po których pływają gondole, obwożące gości po Grand Canal Shoppes. Sztandarowym butikiem obiektu jest Barneys New York.
W 2008 roku średnia liczba gości odwiedzających centrum w ciągu jednego roku wyniosła 20 milionów osób.
Grand Canal Shoppes znane jest z dużej liczby klubów nocnych i restauracji, oferujących kuchnię z całego świata.

## Historia
Pierwotnym właścicielem centrum była Las Vegas Sands, jednak w 2004 roku korporacja General Growth Properties wykupiła Grand Canal Shoppes za 776 milionów dolarów. W 2007 roku ukończona została rozbudowa obiektu, która zwiększyła jego powierzchnię z 37.000 m² do 46.000 m².

## Galeria

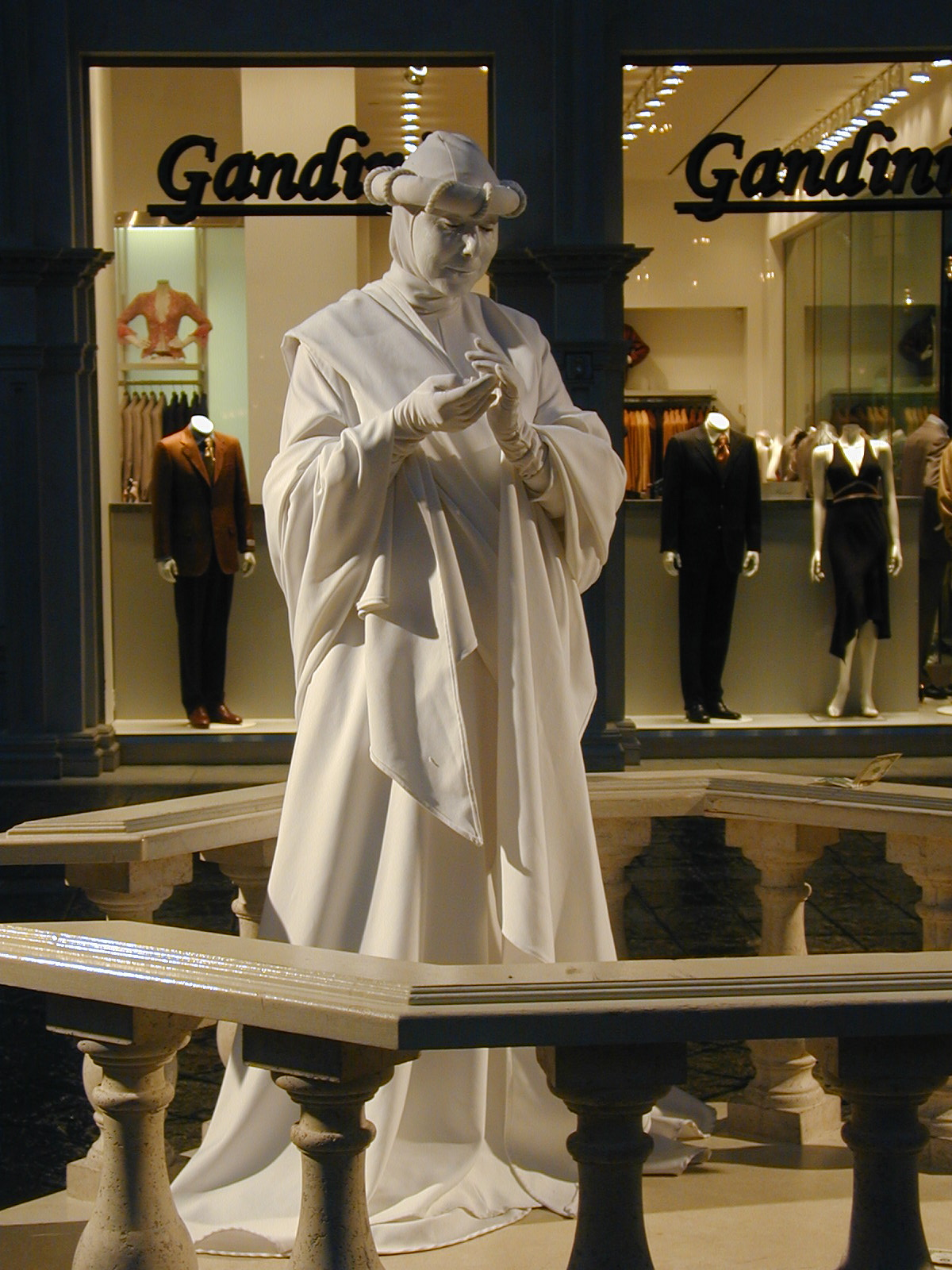
Statua jako element wystroju wnętrz w Grand Canal Shoppes